# اریش بوجانگ
اریش بوجانگ (انگلیسی: Erich Buljung؛ زادهٔ march ۲۱, ۱۹۴۴ (۸۱ سال)) ورزشکار ورزش تیراندازی اهل ایالات متحده آمریکا است.
وی در مسابقات کشوری و بین‌المللی در مجموع برندهٔ ۱ مدال نقره شده‌است.